# Luchthaven Poprad-Tatry

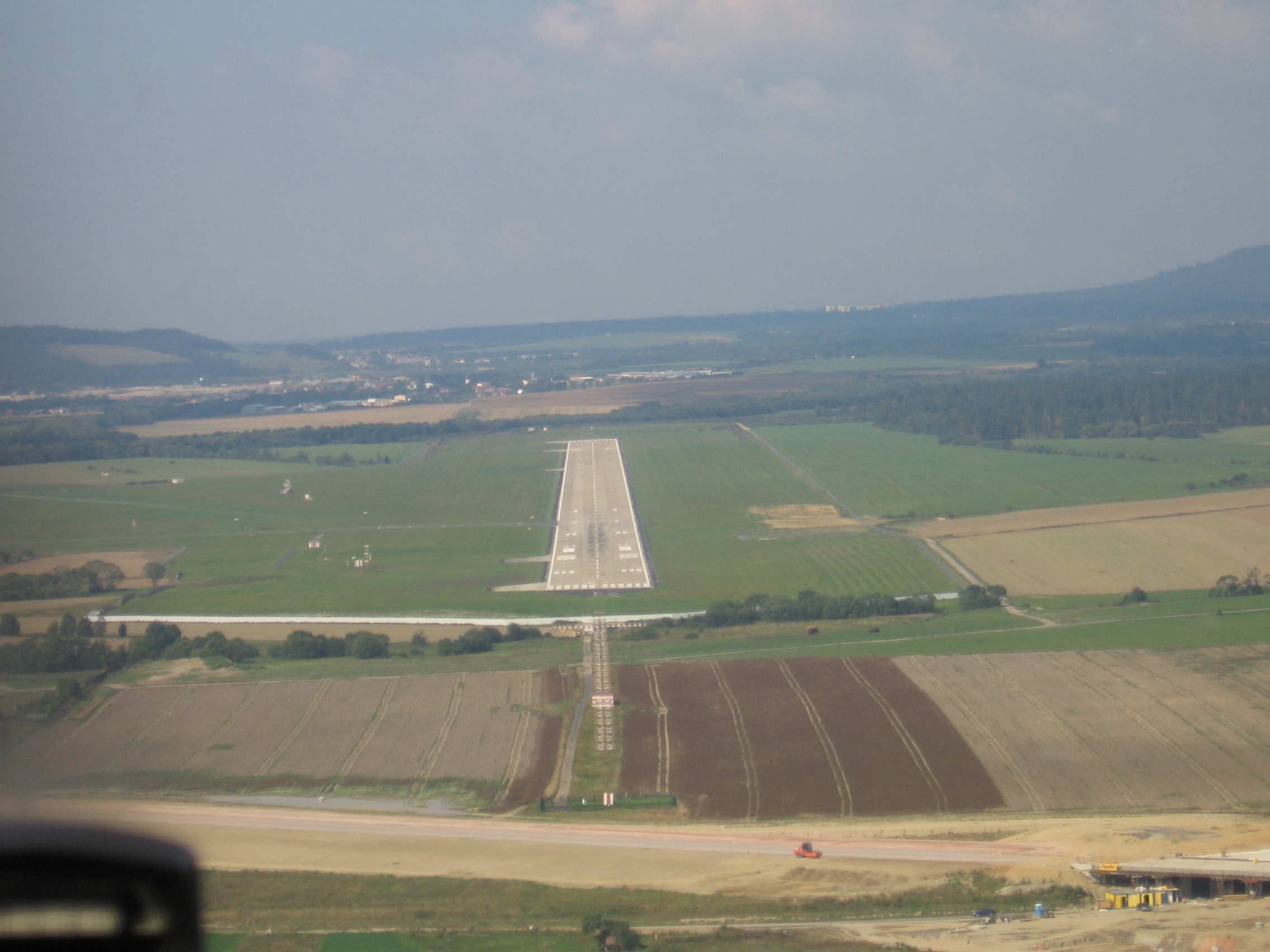
De landingsbaan van de luchthaven Poprad-Tatry

De Luchthaven Poprad-Tatry (Slowaaks: Letisko Poprad-Tatry, Engels: Poprad-Tatry Airport) (IATA: TAT, ICAO: LZTT) is een internationale luchthaven in Poprad, Slowakije en de op twee na grootste van het land. In 2023 werd de luchthaven door 70.000 passagiers gebruikt.

## Geschiedenis
De oorsprong van de luchthaven in Poprad ligt in 1938, toen er, als gevolg van spanningen op het Europese continent, een klein militair vliegveld in het noordwesten van Poprad werd gebouwd.
In aanloop naar het FIS Wereldkampioenschap Noords Skiën van 1970 in Vysoké Tatry werd de toeristische infrastructuur in de Hoge Tatra uitgebreid, en daarmee ook het vliegveld.
In 2008 moderniseerde het vliegveld Poprad-Tatry zijn verlichting en de aankomsthal, mogelijk gemaakt door het Programma voor Modernisatie en uitbreiding van de luchtvaart van het Europees Fonds voor Regionale Ontwikkeling.
Op 31 januari 2014 werd een nieuwe hal gebouwd die voldeed aan de Schengen-eisen. De kosten voor de bouw van de nieuwe hal bedroegen 2,62 miljoen euro.

## Vluchten
| Maatschappij       | Bestemming                          |
| ------------------ | ----------------------------------- |
| Wizz Air           | London Luton                        |
| Ryanair            | London Stansted                     |
| AirBaltic          | Seizoensgebonden: Riga              |
| Corendon, Freebird | Seizoensgebonden: Antalya           |
| Bulgaria Air       | Seizoensgebonden: Boergas           |
| Smartwings         | Seizoensgebonden: Antalya, Monastir |

Op 3 december 2005 werd een nieuwe reguliere lijn naar London Stansted van SkyEurope Airlines geopend. De lijn werd tot 2009 bediend, toen SkyEurope failliet werd verklaard. Pas in 2014 kwam er een vervanging voor deze gesloten lijn. De Hongaarse low-budget maatschappij Wizz Air opende toen de lijn naar London Luton.
Op 1 november 2023 vlogen de eerste passagiers op de reguliere lijn van het Ierse Ryanair naar Londen Standsted. De luchthaven liet weten dat deze lijn bediend zou worden op woensdag en zaterdag.